# National trust
De National trust is een organisatie in Angelsaksische landen die historische en natuurlijke monumenten beheert als een nationale trust. Vergelijkbare organisaties in Nederland zijn de Rijksdienst voor het Cultureel Erfgoed en de Vereniging Natuurmonumenten.
Verschillende National trusts zijn:
- National Trust for Places of Historic Interest or Natural Beauty, sinds 1895 in Engeland, Wales en Noord-Ierland.
- National Trust for Scotland, sinds 1931 in Schotland.
- National Trust for Jersey, sinds 1936 op Jersey.
- National Trust for Historic Preservation, sinds 1949 in de Verenigde Staten.
- Manx National Heritage op Man, in 1951 opgericht als de Manx National Trust.
- National Trust of Guernsey, sinds 1960 op Guernsey.
- Barbados National Trust, sinds 1960 op Barbados.
- National Trust of Australia, sinds 1965 in Australië.
- Japan National Trust 日本ナショナルトラスト, sinds 1968 in Japan.
- National Trust of Fiji, sinds 1970 in Fiji.
- Bermuda National Trust, sinds 1970 op Bermuda.
- St Helena National Trust, sinds 2002 op Sint-Helena.